# Roter See (Belarus)
Der Rote See (belarussisch Чырвонае возера Tschyrwonaje wosera oder Князь-возера Knjas-wosera, russisch Червоное озеро Tscherwónoje osero) ist ein 40,8 Quadratkilometer großes Stillgewässer in Belarus. Er liegt im Rajon Schytkawitschy in der Homelskaja Woblasz nördlich des Prypjat, zu dem er über den Bobryk 2 entwässert. Der hauptsächlich von der Fischerei genutzte See ist der drittgrößte See, der vollständig in Belarus liegt.